# 天王洲パークサイドビル

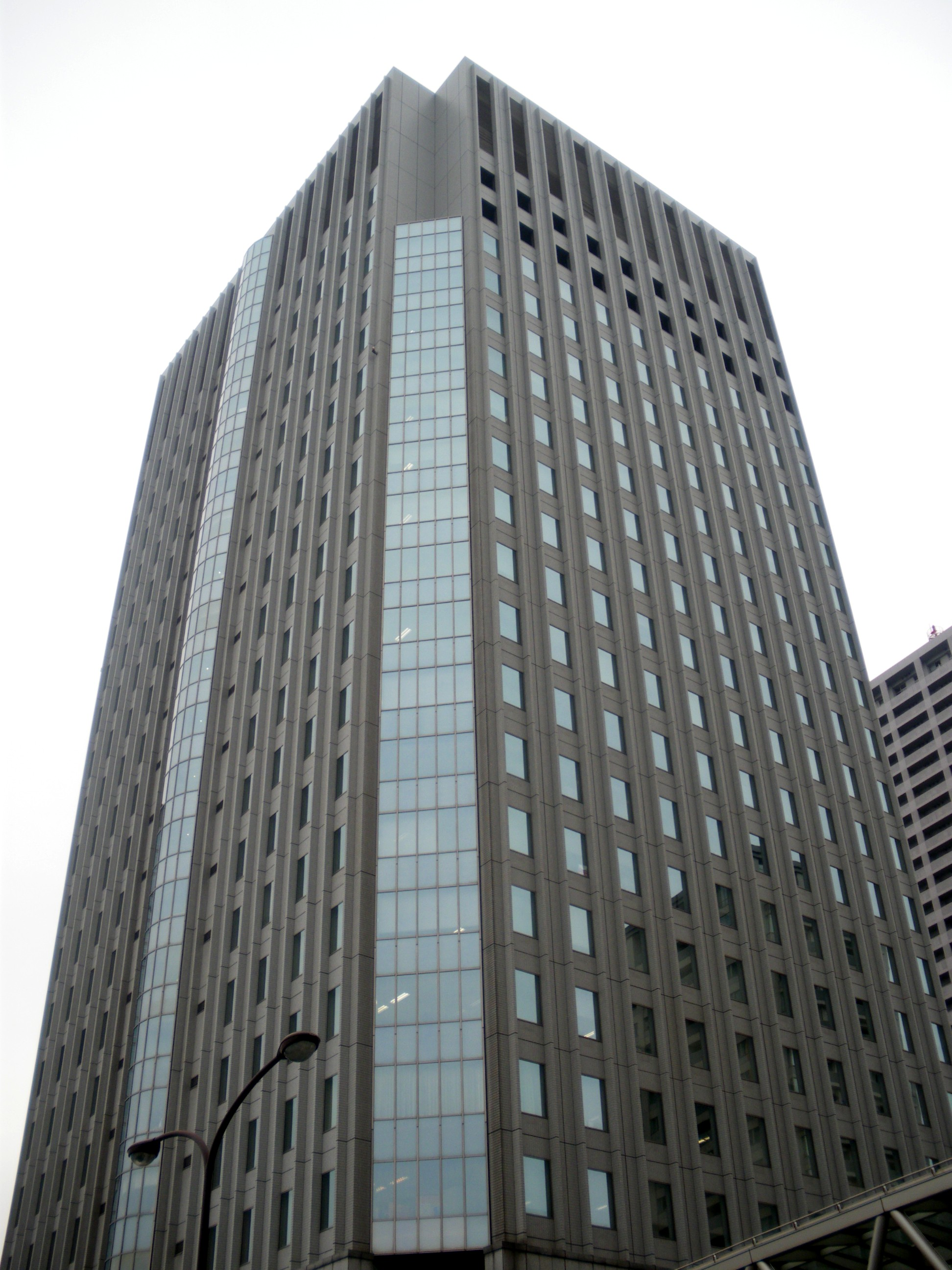
天王洲パークサイドビル

天王洲パークサイドビル（てんのうずパークサイドビル）は、東京都品川区東品川の天王洲アイルの一角にある高層ビル。ビル内は、オフィスが主体になっている。

## 概要
- 高さ:102m（地上22階、地下2階）
- 敷地面積 5,816m2
- 建築面積 2,259m2
- 竣工 1991年6月

## 入居企業（五十音順）
- イースタン・カーライナー
- ジーエーピー
- 住友ベークライト
- ソクハイ
- 八重洲無線

## アクセス
- 東京臨海高速鉄道りんかい線・東京モノレール羽田線 天王洲アイル駅より徒歩1 - 2分程度。
- 品川駅より都営バス（品96系統）の『天王洲アイル』バス停より徒歩1 - 2分程度。